# مجتمع الشبكة

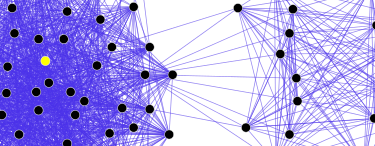

ظهر مصطلح مجتمع الشبكة Network Society على يد الهولندي جان فان ديك Jan van Dijk في كتابه «مجتمع الشبكة» 'De Netwerkmaatschappij' عام 1991. وكذلك بواسطة مانويل كاستليس Manuel Castells في الجزء الأول من ثلاثيته «عصر المعلومات» 1991. وفي عام 1978 استخدم جيمس مارتن مصطلحاً مقارباً هو «المجتمع السلكي» متضمناً المجتمعات المتصلة عبر شبكات اتصال كبرى.

و يعرف فان ديك مجتمع الشبكة بأنه مجتمع مكون من الشبكات الإعلامية والاجتماعية التي تشكل هيئته الأساسية، وبنيته الرئيسية على كافة المستويات (الشخصية، والمنظمة، والمجتمعية). ويقارن هذا النمط بمجتمع شامل من المجموعات والمنظمات والمجتمعات المنظمة بشكل فيزيائي. ووفقاً لكاستليس فإن الشبكات تشكل التحولات المجتمعية الجديدة في مجتمعاتنا.